# Henry Sutton
Henry Cecil Sutton (Speen, Berkshire, 26 de setembre de 1868 - Speen, 24 de maig de 1936) va ser un regatista anglès que va competir a començaments del segle xix i el segle xx.
El 1908 va prendre part en els Jocs Olímpics de Londres, on va guanyar la medalla d'or en la categoria de 8 metres del programa de vela. Sutton navegà a bord del vaixell Cobweb junt a Blair Cochrane, Arthur Wood, John Rhodes i Charles Campbell.